# NGC 1260
NGC 1260 は、ペルセウス座に位置する渦巻銀河である。2007年5月時点での観測史上最も明るい超新星であるSN 2006gyが存在している。